# Sürgavere (przystanek kolejowy)
Sürgavere – przystanek kolejowy w miejscowości Sürgavere, w prowincji Viljandimaa, w Estonii. Położony jest na linii Tallinn – Viljandi.
Dawniej przystanek zlokalizowany był 2,5 km na południe (w stronę Viljandi) od współczesnej lokalizacji.

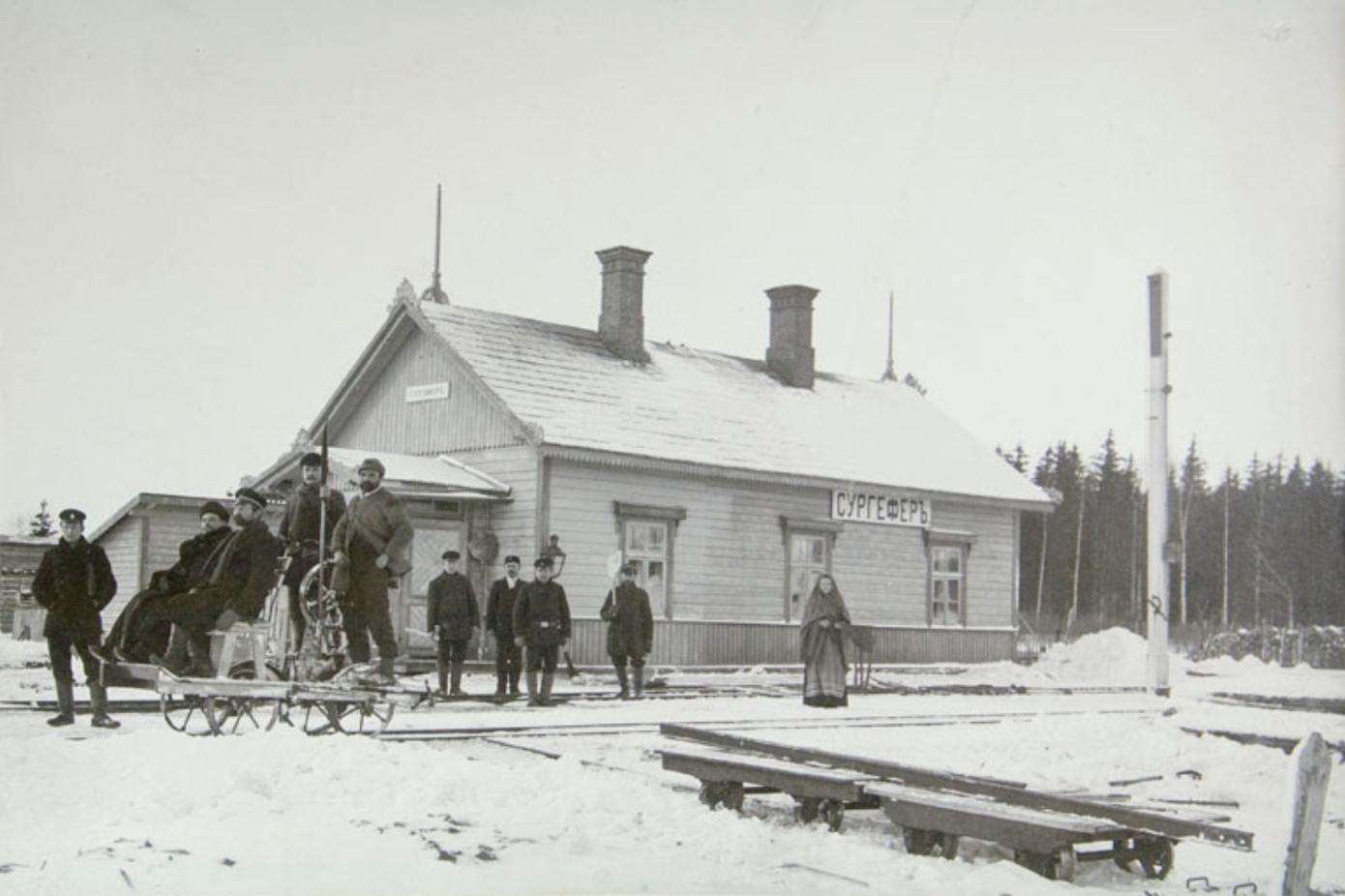
stacja w czasach carskich